# Tokarev TT-33
Tokarev TT-33 (Ryska: 7,62-мм самозарядный пистолет Токарева образца 1933 года, 7,62 mm Samozarjadnyj Pistolet Tokareva obrazca 1933 goda) är en automatpistol i  7,62 × 25 mm Tokarev, en patron med god penetrationsförmåga som även användes i samtida kulsprutepistoler. TT-33 användes i stor utsträckning under andra världskriget, men ersattes under 1950-talet av den mindre Makarov vars 9 × 18 mm ammunition inte är lika kraftfull. Tokarevpistolen är designad runt en enklare variant av M1911:ans mekanism och tillverkas fortfarande i bland annat Kina och Polen.

## Användare
- Afghanistan
- Albanien
- Sovjetunionen
- Kambodja
- Kina [a]
- Egypten
- Ungern
- Mongoliet
- Moldavien
- Nordkorea
- Pakistan
- Polen
- Rumänien
- Vietnam: Använde M20, troligen importerad från Kina.[1]
- Jugoslavien

## Fotnoter
1. ↑  Den första standardpistolen för Folkets befrielsearmé. Antagen år 1951 och producerad i en fabrik i Shenyang som Typ 51 där man använde både ryska och kinesiska komponenter. År 1954 efter ungefär 250 000 tillverkade pistoler ändrades benämningen till Typ 54 och den gjordes då enbart av kinesiska komponenter. En version som saknade nationella markeringar tillverkades för att kunna exporteras diskret och den är känd som M20 från den kryptiska markeringen på sidan.[1]